# Chaetodon daedalma

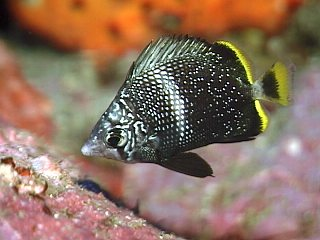
Ejemplar juvenil en Izu, Japón

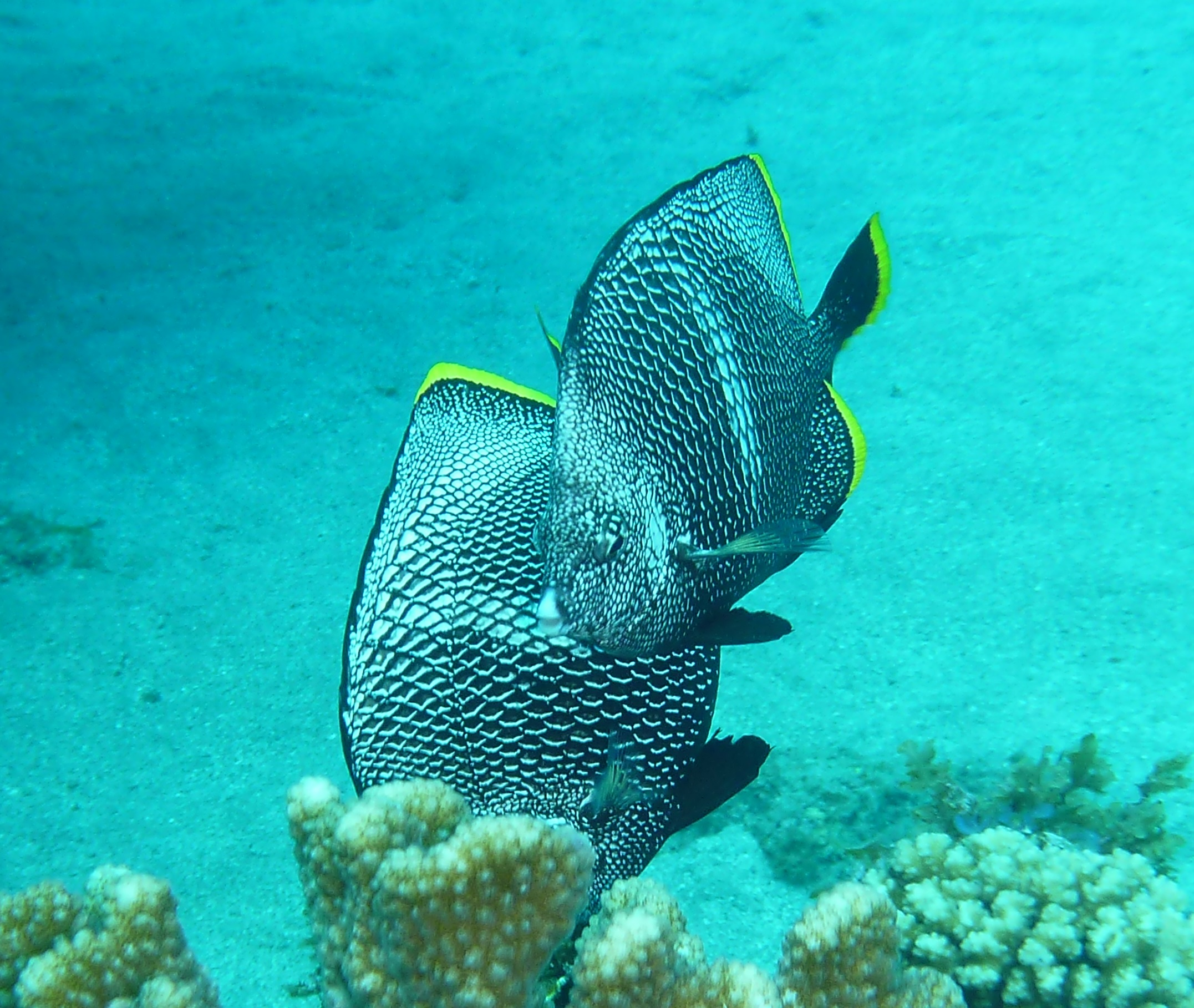
Pareja de C. daedalma en Ogasawara (Bonin), Japón

Chaetodon daedalma es una especie de pez mariposa  perteneciente a la familia Chaetodontidae. Su nombre común en inglés es Wrought iron butterflyfish, o pez mariposa de hierro forjado.
Es una especie endémica de Japón y relativamente rara en la mayor parte de su rango de distribución, salvo en las islas Izu y Ogasawara, aunque sus poblaciones son estables, a lo que contribuye el que hay áreas marinas protegidas en su rango.

## Morfología
Posee la morfología típica de su familia, cuerpo ovalado, cuadrangular con las aletas extendidas, y comprimido lateralmente, .  
La coloración general del cuerpo es marrón oscuro, casi negro, plateado, con un patrón en forma de red recubriendo el cuerpo. Su cuerpo presenta escamas gris claro con margen negruzco, y sus aletas dorsal, anal y caudal están bordeadas por una franja amarilla brillante. Todas las aletas son de la misma coloración del cuerpo, con la excepción de los márgenes amarillos reseñados.  
Alcanza los 15 cm de largo.

## Hábitat y distribución
Especie asociada a arrecifes, y oceanódroma, o que migra sólo en el mismo océano, de áreas de alimentación a otras para el desove. Estas migraciones, en grupos de 10 o más individuos, y en ocasiones en grandes agregaciones, son cíclicas y predecibles, y abarcan más de 100 km. Habita arrecifes exteriores soleados y de aguas claras, normalmente a más de 10 m de profundidad. 
Su rango oficial de profundidad está entre ? y 7 metros, aunque otras fuentes señalan registros hasta 20 m de profundidad.

Se distribuye en aguas tropicales y subtropicales, en el Pacífico noroeste. Es especie endémica y nativa de Japón.

## Alimentación
Es una especie que se alimenta de algas e invertebrados bénticos.

## Reproducción
Son dioicos, o de sexos separados, ovíparos, y de fertilización externa. El desove sucede antes del anochecer. Forman parejas durante el ciclo reproductivo, pero no protegen sus huevos y crías después del desove.